# Casearia mauritiana
Casearia mauritiana är en videväxtart som beskrevs av J. Bosser. Casearia mauritiana ingår i släktet Casearia och familjen videväxter. Inga underarter finns listade i Catalogue of Life.